# Alla Dolință
Alla Dolință (n. 25 aprilie 1969) este o femeie de afaceri și politiciană din Republica Moldova, care din decembrie 2014 este deputat în Parlamentul Republicii Moldova în fracțiunea Partidului Socialiștilor din Republica Moldova (PSRM). Face parte din Comisia juridică, numiri și imunități.
La alegerile parlamentare din noiembrie 2014 din Republica Moldova a candidat la funcția de deputat de pe poziția a 8-a în lista PSRM, obținând mandatul de deputat în Parlamentul Republicii Moldova de legislatura a XX-a.
Ea este membră a Comitetului Politic Executiv al PSRM și conducătoare a Fundației de Binefacere "SOLUȚIA" de pe lângă PSRM, care a atacat în judecată decretul prezidențial semnat de Mihai Ghimpu cu privire la instalarea pietrei comemorative în Piața Marii Adunări Naționale și s-a ocupat de colectarea semnăturilor pentru organizarea unui referendum pentru demiterea primarului Chișinăului, Dorin Chirtoacă. Deține și cetățenia română, contrar politicii și ideologiei partidului.
Alla Dolință este administratoare a firmei „VESMA-TEH”, cea care deține sediul central al PSRM. Ea mai deține (din 1997) și întreprinderea individuală „Alla Dolință”, specializată în comerțul autovehiculelor și motocicletelor.
Este căsătorită cu Igor Dolință, și el om de afaceri, fondator și administrator al firmei Igalirix SRL, ce se ocupă cu importul și comerțul băuturilor alcoolice, a ceaiului, cafelei, lemnului și produselor din tutun.